# Ernie Copland
Ernest George Copland, noto come Ernie Copland (15 aprile 1927 – dicembre 1971), è stato un calciatore scozzese, di ruolo attaccante.

## Carriera

### Club
Ha giocato nella prima divisione scozzese.

### Nazionale
Nel 1954 è stato convocato ai Mondiali, nei quali non è però mai sceso in campo.